# تپه کولغان قشم
 تپه کولغان قشم  واقع بر فراز دره کولغان در بخش شهاب از توابع شهرستان قشم و از نقاط دیدنی استان هرمزگان در جنوب ایران است.
بالای یکی از تپه‌های کولغان، آثار معماری و آبراهها (کانالهای) سالمی بادیوارهای سنگی به طول بیش از صد مترباقی مانده‌است که نوعاً جالب توجه هستند. در قسمت دیگری از قبرستان منظمی با قبرهایی در دوردیف و با فاصلهٔ دومتراز یکدیگر وجود دارد. نشانه‌های باقی مانده از اتاقک‌های مجاور تپه گویای آن است که این محل احتمالاً بازاری بوده که رونق بسیاری داشته‌است. در کنار این ویرانه‌ها سه حوض حفر شده در داخل سنگ وجود دارد که بزرگ‌ترین آن‌ها ۱۲ متر طول و ۴ متر عرض دارد. درخت کنار تنومند و زیبایی نیز در جوار آن قرار دارد. تپه‌های کولغان مشرف بر دریا و سد خاکی بالاتل هستند و از زیبایی و چشم‌انداز بسیار جالبی برخوردارند. عده‌ای معتقدند که این مکان نیایشگاه ناهید بوده‌است.